# Rutitrigoniidae
Rutitrigoniidae zijn een uitgestorven familie van tweekleppigen uit de orde Trigonioida.

## Taxonomie
De volgende geslachten zijn bij de familie ingedeeld:
- † Balaklavella M. R. Cooper, 2015
- † Earlpackardia M. R. Cooper, 2015
- † Elianella M. R. Cooper, 2015
- † Erichlangeia M. R. Cooper, 2015
- † Jaitlygonia M. R. Cooper, 2015
- † Levantotrigonia Nakano, 1977
- † Lycettitrigonia M. R. Cooper, 2015
- † Rutitrigonia van Hoepen, 1929
- † Tanzanitrigonia M. R. Cooper, 2015
- † Turanigonia M. R. Cooper, 2015
- † Turikirella M. R. Cooper, 2015
- † Zulutrigonia M. R. Cooper, 1990